# Heimatmuseum Varel

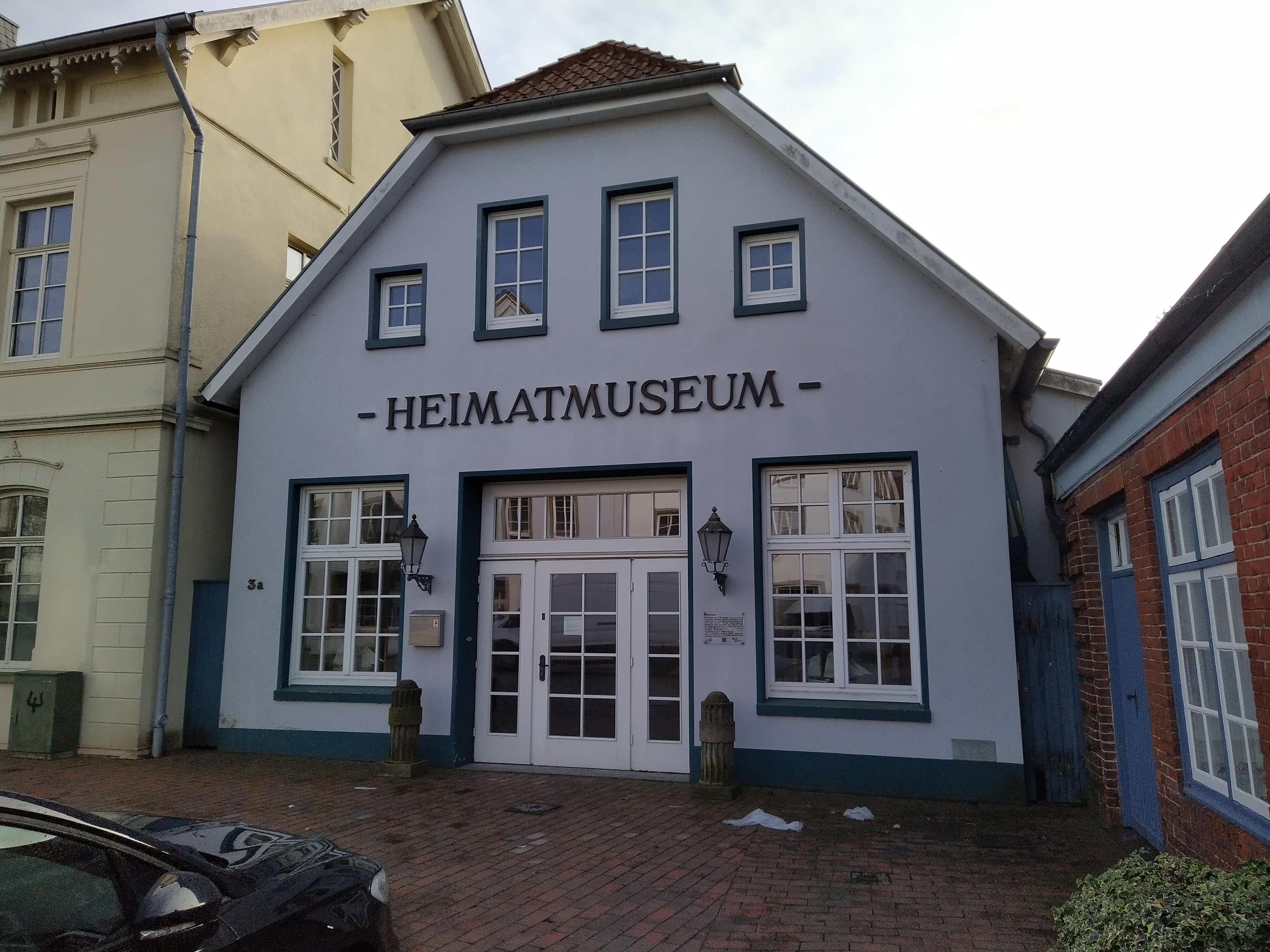
Gebäude Neumarktplatz 3a

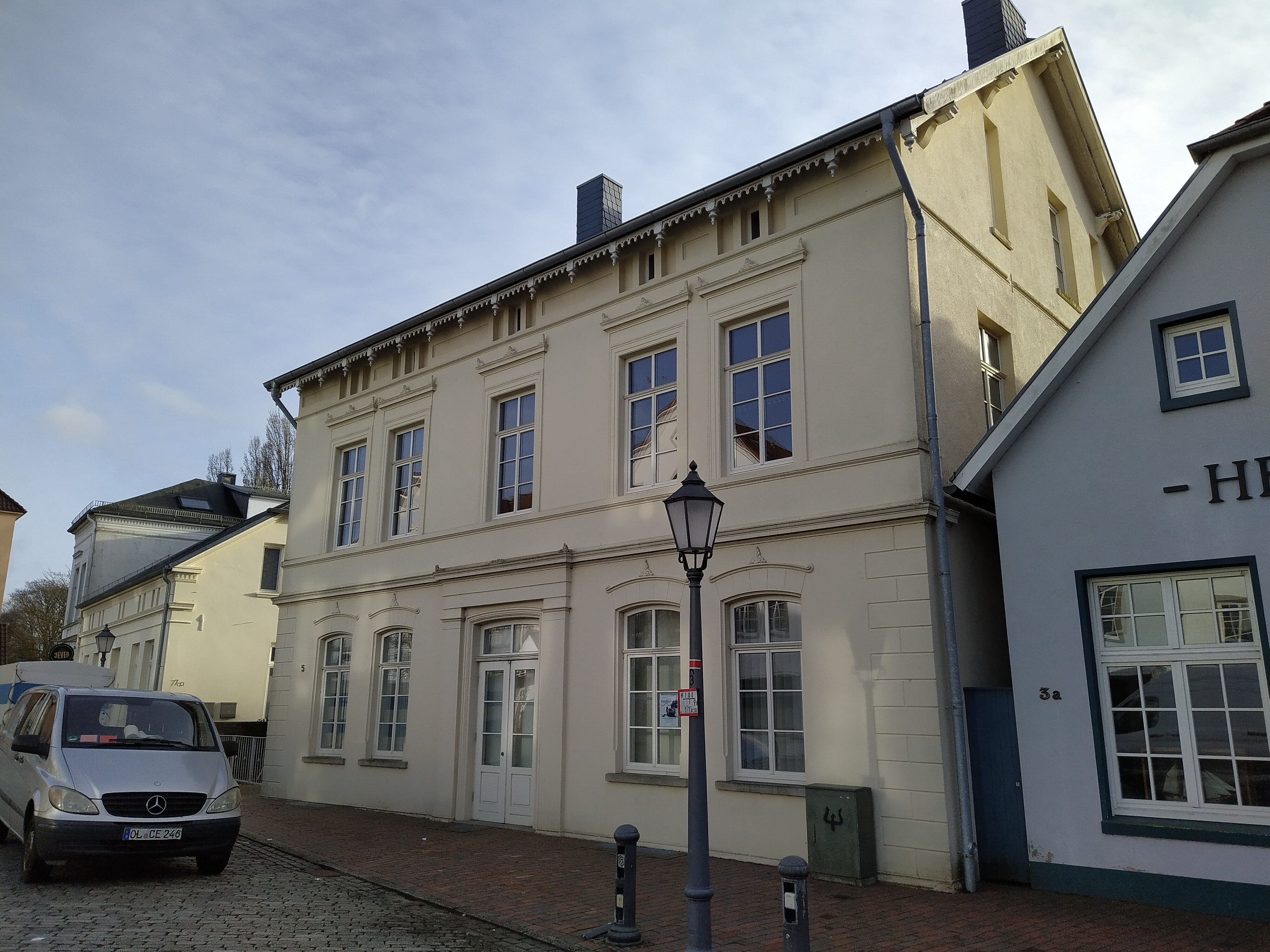
Gebäude Neumarktplatz 5

Das Heimatmuseum Varel ist ein regionales Museum für die Stadt Varel in Niedersachsen. Betreiber ist der Heimatverein Varel e. V. Das Heimatmuseum ist in den vereinseigenen Gebäuden am Neumarktplatz 3, 3a und 5 untergebracht.

## Geschichte
Im Jahr 1952 kaufte der Heimatverein Varel das Gebäude am 1755 angelegten Neumarkt. Zwei Jahre später konnte das Heimatmuseum der Öffentlichkeit übergeben werden. Das Gebäude Neumarktplatz 3 ist ein früheres, um 1677 errichtetes Fachwerkhaus, das Anfang des 19. Jahrhunderts die heutige Fassade erhielt. Die erste Ausstattung des Museums wurde überwiegend von den Bürgern gestiftet. Seit 1971 werden die unteren Räume des Museums mit dem Restaurant „Schienfatt“ bewirtschaftet. In den Nachbargebäuden Neumarktplatz 3a und 5 befinden sich große Ausstellungsräume mit Exponaten aus den letzten 300 Jahren Vareler Geschichte sowie das Heimat- und Stadtarchiv.
1998 erwarb der Verein ein Flachdachgebäude zwischen dem Restaurant „Schienfatt“ und dem ehemaligen „Gasthaus August Müller“ am Neumarktplatz 5. Damit konnte die Ausstellungsfläche erweitert werden. 2003 wurde das Heimatmuseum in das neue Gebäude am Neumarktplatz 3a verlegt. Im September 2024 wurde das Museum zum Jubiläum 900-Jahre Varel mit einer neuen Dauerausstellung eröffnet, die von Antje Sander und Andreas von Seggern konzipiert wurde.

## Ausstellung
Im Museum ist ein breites Spektrum der Geschichte Varels nachzuvollziehen, von der Urgeschichte, über Funde aus der Chaukenzeit bis zu Stücken aus dem 19. und 20. Jahrhundert. Auch Souvenirs aus den ehemaligen deutschen Kolonien von Varelern, die der kaiserlichen Marine angehörten, sind hier zu sehen. In mehreren Ausstellungsräumen sind verschiedenste Gegenstände und Dokumente aus den letzten Jahrhunderten, insbesondere aus der Herrschaftszeit der Grafenfamilien von Aldenburg und von Bentinck, vorhanden. Dem 1877 bei Varel geborenen Dichter Georg Ruseler ist ebenfalls eine Abteilung gewidmet. Im Foyer werden überwiegend Arbeiten regionaler Künstler gezeigt.